# Abutilon leonardii
Abutilon leonardii är en malvaväxtart som beskrevs av Ignatz Urban. Abutilon leonardii ingår i släktet klockmalvor, och familjen malvaväxter. Inga underarter finns listade i Catalogue of Life.